# Grand Slang

Mostra de Grand Slang

Grand Slang este un tip de caractere caligrafic sans serif realizat de un designer grafic german pe nume Nikolas Wrobel. A fost publicat la 1 septembrie 2019 de la turnatoria sa de tipare, Nikolas Type.
Ideea pentru designul Grand Slang a venit din caligrafia americană din secolul XX și din opera caligrafilor americani Oscar Ogg și William Addison Dwiggins. De asemenea, s-a inspirat din semnele din filmele americane din anii 1940 și 1950.
Grand Slang este atât puternic, cât și adaptabil, combinând diverse stiluri, cum ar fi scrisul de mână tradițional și contemporan, alături de forme de bază. Include peste 310 de glife, care acoperă litere mari și mici, numere, semne de punctuație, accente, ligaturi, diacritice și simboluri.
Titlul Grand Slang provine din cuvintele englezești grand și slang. Cuvântul grand este folosit în jargon din SUA și Marea Britanie pentru a însemna o mie de dolari sau o mie de lire sterline.
Tipul este disponibil online pentru descărcare în formatele de fișiere OTF și WOFF. Este util pentru design grafic, web design, aplicații și cărți electronice.
Grand Slang poate fi folosit pentru a scrie în multe limbi europene care folosesc alfabetul latin. Este un software proprietar, deci îl puteți utiliza acceptând termenii licenței software.